# 가나이즈미촌
가나이즈미촌(金泉村)은 니가타현 사도군에 존재했던 촌이다. 

## 역사
- 1889년 4월 1일 - 정촌제 시행에 의해 사와다군 가나이즈미촌이 성립하였다.
- 1896년 4월 1일 - 군 통합에 의해 사도군이 되었다.
- 1954년 3월 31일 - 아이카와정, 후타미촌과 합병해 아이카와정이 신설되어 소멸하였다.

## 참고문헌
- 『市町村名変遷辞典』東京堂出版、1990年。